# Монастир Василія Великого (Чортків)
Монастир Василія Великого в Чорткові — греко-католицький монастир в Чорткові, що існував із 1607 до 1792 року в місцевості «Калічівка».

## Відомості
У 1607 році польський ротмістр польського війська Михайло Яків заснував на горі Юрчинських монастир оо. василіян та церкву святої Тройці при ньому. Обитель мали утримувати 12 довколишніх парафій.
У 1676 році турки спалили монастир. Віряни святиню швидко відновили наприкінці XVII століття.
20 лютого 1722 року власник міста видав привілей монастиреві оо. василіян. У ньому надає на вічну власність поле.
У 1724 році монастир не був самостійним, а належав до ігумена із Краснопущі. Монахів було четверо.
12 січня 1782 року цісар Йосиф II видає ухвалу про ліквідацію монастирів і кляшторів. Ліквідацією монастиря займався його останній ігумен о. Онуфрій Крижановський.
28 березня 1792 року відбулася ліцитація (розпродаж) рухомого маєтку чортківського монастиря.
У 1792 році монастир оо. василіян знесли.
У 1802 році земля монастиря була продана Йосипові Мрочинському за 4 920 флоринів.
У 1912 році на місці монастиря навзамін дерев'яних хрестів, які були поставлені в 1792 році, звели три кам'яні.

## Настоятелі
- о. Анастасій Корницький
- Йозеф Брилинський
- о. Лонгін Василевич
- о. Онуфрій Крижановський
- о. Василь Рабій та інші.